# مارکیان پوپوف
مارکیان پوپوف (انگلیسی: Markian Popov; ۱۵ نوامبر ۱۹۰۲ – ۲۲ آوریل ۱۹۶۹) یک فرمانده نظامی و ژنرال اهل اتحاد جماهیر شوروی بود. وی در هنگام آغاز تهاجم آلمان به شوروی فرمانده منطقه نظامی لنینگراد بود.
وی همچنین برندهٔ جوایزی همچون نشان لنین، نشان پرچم سرخ، مدال دفاع از لنینگراد، مدال تسخیر کونیگسبرگ، قهرمان اتحاد شوروی، مدال دفاع از مسکو، و مدال دفاع از استالینگراد شده‌است.